# Mudug
Mudug (somali: Mudug; àrab: مدق, Muduq) és una regió administrativa (somali: 'gobolka') en el centre de Somàlia. La seva capital és Galcaio. Limita amb Etiòpia, amb les regions somalis de Nugaal i Galguduud, i amb l'oceà Índic.
El Mudug era considerat terra dels majeerteen; va integrar després del 1878 el sultanat d'Hobyo conegut també com a sultanat de Mudug. El 1901 el sultà de Majeerteen va estendre els seus dominis capturant dos poblets del Mudug que eren considerats possessions del sultanat d'Hobyo. Les pressions italianes per la retirada, amb un viatge de Giulio Pestalozza, consol general d'Itàlia a Aden, a la cort de Majeerteen a Baargaal, no va tenir cap resultat positiu.
La regió fou creada pel règim de Siad Barre el 1982. El 1998 la part nord del Mudug va quedar integrada a l'estat autònom de Puntland. El 14 d'agost del 2006 forces del clan sacaad, dirigides per Abdi Quebdiid, que havia estat expulsat de Mogadiscio per la Unió de Corts Islàmiques, van proclamar un estat autònom a Gaalkacyo (incloent aquest districte i Abudwaq), estat que fou anomenat Galmudug (perquè en teoria havia d'incloure les regions de Galguduud i Mudug. Dos dies després la ciutat d'Hobyo va rebutjar el domini de les Corts i es va unir al nou estat, que així va quedar integrat per la major part del Mudug del sud. Les Corts van ocupar Hobyo i Abudwaq el novembre del 2006, però a cap d'any una aliança de forces etíops, de Puntland i d'Abdi Quebdiid, van reprendre el control d'aquestes zones i de la major part de la resta del Mudug.

## Ecologia

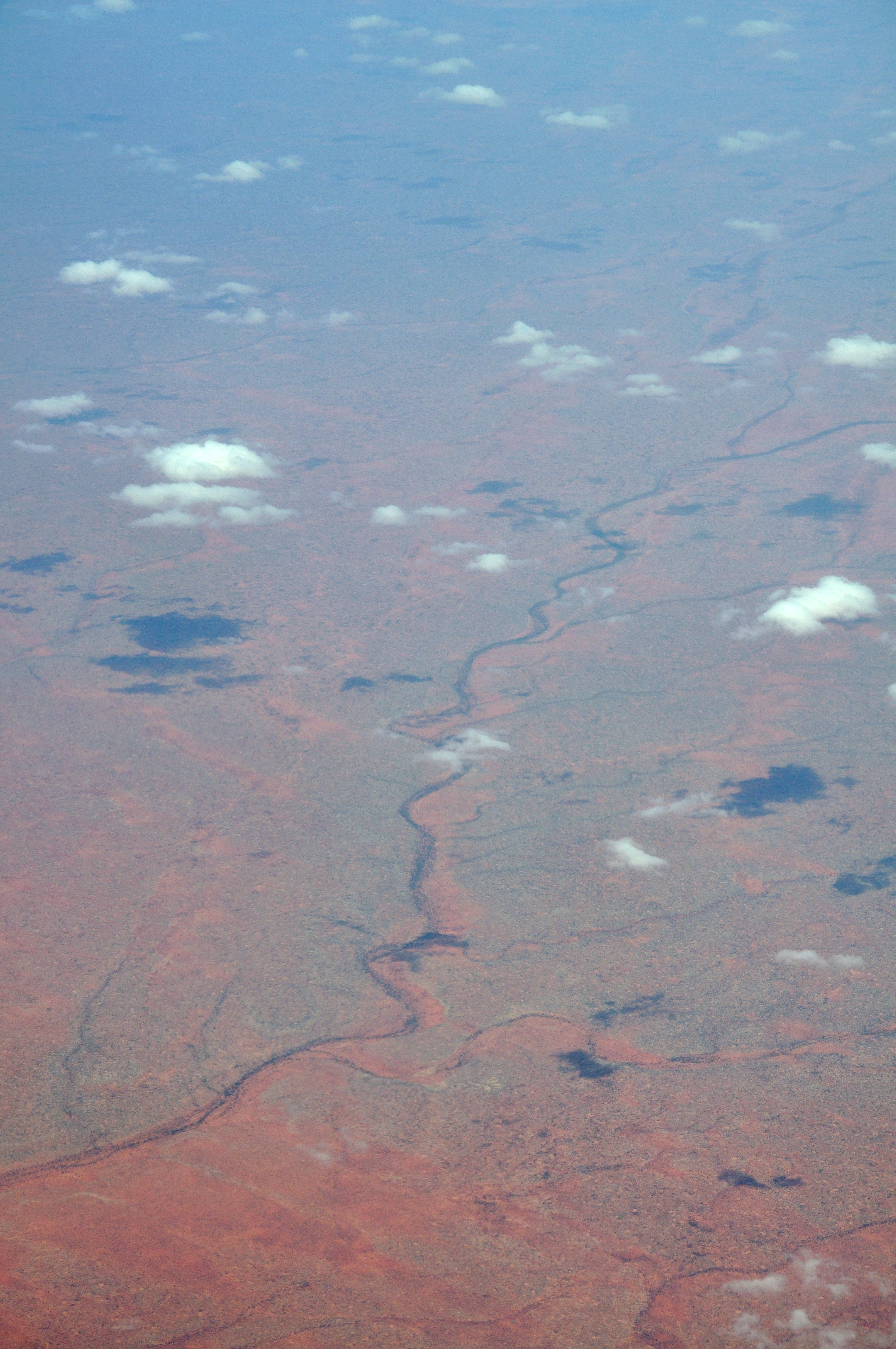
Imatge dels voltants de Sarax-Darandoole, la regió interior de Mudug, a prop de l'Altiplà d'Ogaden, part del més extens Altiplà Etíop.

La majoria de regió política de Mudug està immersa en l'ecoregió Arbusts i matolls Somalis d'Acacia i Commiphora i una petita faixa costanera està immersa en l'ecoregió Herbassars i matollars d'Hobya.